# Грозовой перевал (телесериал, 2009)
«Грозово́й перева́л» (англ. Wuthering Heights) — экранизация романа Эмили Бронте «Грозовой перевал», осуществлённая в 2009 году. Фильм двухсерийный.

## Сюжет
На Мызе Скворцов неспокойно. Эдгар Линтон вынужден отдать племянника Линтона Хитклифа отцу (мистеру Хитклифу) и отправить его на Грозовой перевал. Кэтрин (дочь Эдгара) опечалена отъездом брата, но ничего не может изменить. Линтон обязан жить на Перевале. Чтобы облегчить страдания дочери, Эдгар говорит ей, что Линтон теперь живёт очень далеко от Мызы.
Однажды (в день рождения Кэтрин), девушка отправляется на скалы, чтобы посмотреть на птичьи яйца. Там она встречает мистера Хитклиффа. Он сразу узнает её и, пользуясь тем, что Кэти не знает его, заманивает её на Перевал. Там девушка встречается с Линтоном, и тот знакомит её с реальностью: она должна выйти за него замуж, чтобы, после смерти Эдгара, все её имущество досталось Хитклиффу. Кэтрин против, но её мнение не интересует Хитклиффа. Он силой держит Кэти на Перевале. Однажды, возвращаясь домой, мистер Хитклифф видит в окне Кэти и невольно предается воспоминаниям.
В своё поместье «Грозовой перевал» возвращается старый мистер Эрншо. Его радостно встречают дети: дочь Кэтрин (ласково Кэти) и сын Хиндли. Они надеются, что отец привёз им подарки из Ливерпуля, но старик нашёл на улицах города бездомного цыганского мальчика и привёз его к себе в дом. Хиндли и все слуги в доме шокированы приездом цыганенка. Единственным другом мальчика становится Кэтрин, которая сразу привязалась к своему новому «брату». Кэтрин и Хитклифф (так назвали мальчика) часами могли бегать по вересковым полям и никто им был больше не нужен, кроме друг друга. Хиндли же невзлюбил Хитклиффа настолько, что всячески издевался над ним и настраивал против него других деревенских мальчиков. После драки, устроенной Хиндли, отец отправляет его на обучение. Прощаясь с сестрой, Хиндли просит лишь одного — не привязываться к Хитклифу.
Проходят годы, дети взрослеют и все больше привязываются друг к другу. Однако в их жизни наступает темная полоса — умирает отец. После смерти мистера Эрншо нелёгкая жизнь Хитклиффа стала ещё тяжелее, так как вернулся домой его брат Хиндли. За время своего отсутствия Хиндли успел жениться, и его жена была беременна. Приехав на Перевал, братец выгнал Хитклифа из дома на конюшню и приказал работать в поле не покладая рук. Кэтрин, обещавшая никогда не предавать Хитклиффа, вышла замуж за богатого молодого соседа Эдгара Линтона. Узнав о том, что его любимая собирается выйти за другого, Хитклифф убегает из «Грозового перевала» и возвращается только спустя три года.
Хитклифф становится владельцем «Грозового перевала», выкупив его у Хиндли, который спивается и не может адекватно себя вести.
Хитклифф женится на Изабелле, сестре Эдгара, чтобы досадить Кэти и Эдгару.
Перед смертью Кэтрин признаётся Хитклиффу, что совершила роковую ошибку, выйдя за Эдгара, которого по-настоящему никогда не любила. Кэтрин умирает, рожая свою единственную дочь, которую назвали в честь матери Кэти. Хитклиф приходит в Мызу, и видит мертвую Кэтрин. Попрощавшись с любимой, он снимает с её шеи медальон, подаренный много лет назад отцом.
На этом воспоминания Хитклифа заканчиваются. Он снова на Перевале, состоялась свадьба его сына и Кэти-младшей. Хитклиф надевает медальон на шею Кэти, которая к тому времени уже ненавидит его.
Проходит время, Линтон становится слабее с каждым днем. Однажды ночью Кэти будит Хитклифа, чтобы сказать ему, что Линтон умер. Линтона хоронят, теперь Кэти свободна. Она сближается с Гэртоном, двоюродным братом, сыном Хиндли. В конце концов Хитклиф начинает бредить. Он устал от бесконечной жестокости. Утром Гэртон и Кэти находят его мертвым в комнате Кэтрин Эрншо.
Теперь на Грозовом перевале живут только Кэти и Гэртон (сын Хиндли). Они счастливы и любят друг друга. А призраки Кэтрин и Хитклиффа бродят по вересковым пустошам «Грозового перевала», и местные жители могут поклясться на Библии, что иногда видят их.

## В ролях
- Кевин Макнелли — мистер Эрншо
- Бёрн Горман — Хиндли Эрншо
- Том Харди — Хитклифф
- Шарлотта Райли — Кэтрин Эрншо
- Сара Ланкашир — Нелли Дин
- Дес МакАлир — Джозеф
- Сиа Беркли[англ.] — Фрэнсис Эрншо
- Эндрю Хоули — Гэртон Эрншо
- Эндрю Линкольн — Эдгар Линтон
- Ребекка Найт[англ.] — Кэтрин Линтон
- Розалинда Халстэд[англ.] — Изабелла Линтон
- Том Пэйн — Линтон Хитклифф